# لیگ برتر فوتبال زنان ایران ۹۹–۱۳۹۸
لیگ برتر فوتبال زنان ایران ۹۹–۱۳۹۸ دوازدهمین دوره مسابقات لیگ کوثر بانوان فوتبال ایران و بالاترین سطح مسابقات باشگاهی فوتبال بانوان در ایران می‌باشد که با شرکت ۱۲ تیم از ۱۹ مهرماه ۱۳۹۸ آغاز شد. مسئولیت لیگ زنان برعهده گلاره ناظمی است. در ۱۰ اسفند و پس از گذشت ۱۸ هفته از مسابقات، در حالیکه شهرداری بم در صدر جدول بود، ادامه مسابقات به دلیل شیوع ویروس کرونا در ایران به تعویق افتاد، و در نهایت با اعلام قهرمانی شهرداری بم لیگ به پایان رسید.

## تیم‌های شرکت کننده
۱۲ تیمی که در قرعه‌کشی این دوره لیگ شرکت کردند عبارتند از زاگرس شیراز، پارس جنوبی بوشهر، شهرداری بم، ملوان بندر انزلی، همیاری آذربایجان غربی، شهرداری سیرجان، پالایش گاز ایلام، ذوب آهن اصفهان، هیئت فوتبال البرز، آویسا اهواز، سپاهان اصفهان و وچان کردستان. تیم هیئت فوتبال البرز و آویسا اهواز از لیگ دسته یک کشور به لیگ برتر ۹۹–۱۳۹۸ صعود کرده‌اند. تیم آویسا با سرمربیگری سلیمانی در لیگ یک بدون شکست به عنوان قهرمانی رسیده بود.
| باشگاه                | سرمربی       | کاپیتان | شهر        | ورزشگاه | گنجایش | تولید کننده لباس | توضیحات                                                                      |
| --------------------- | ------------ | ------- | ---------- | ------- | ------ | ---------------- | ---------------------------------------------------------------------------- |
| زاگرس شیراز           | ایران        |         | شیراز      |         |        |                  |                                                                              |
| پارس جنوبی بوشهر      | ایران        |         | بوشهر      |         |        |                  |                                                                              |
| شهرداری بم            | مرضیه جعفری  |         | بم         |         |        |                  |                                                                              |
| ملوان بندر انزلی      | ایران        |         | بندر انزلی |         |        |                  |                                                                              |
| همیاری آذربایجان غربی | ایران        |         | ارومیه     |         |        |                  |                                                                              |
| شهرداری سیرجان        | ایران        |         | سیرجان     |         |        |                  |                                                                              |
| پالایش گاز ایلام      | ایران        |         | ایلام      |         |        |                  |                                                                              |
| ذوب آهن اصفهان        | ایران        |         | اصفهان     |         |        |                  |                                                                              |
| هیئت فوتبال البرز     | ایران        |         | کرج        |         |        |                  |                                                                              |
| آویسا اهواز           | فاطمه دغاقله |         | اهواز      |         |        |                  |                                                                              |
| سپاهان اصفهان         | بیان محمودی  |         | اصفهان     |         |        |                  |                                                                              |
| وچان کردستان          | سمیه شهبازی  |         | سنندج      |         |        |                  | نام این تیم در اواسط نیم فصل اول از آذرخش کردستان به وچان کردستان تغییر کرد. |

## جدول لیگ
| رتبه | تیم               | بازی | برد | مساوی | باخت | گل زده | گل خورده | گل تفاضل | امتیاز | صعود یا سقوط         |
| ---- | ----------------- | ---- | --- | ----- | ---- | ------ | -------- | -------- | ------ | -------------------- |
| ۱    | شهرداری بم (ق)    | ۱۸   | ۱۸  | ۰     | ۰    | ۸۳     | ۶        | ۷۷+      | ۵۴     | قهرمان               |
| ۲    | وچان کردستان      | ۱۸   | ۱۶  | ۰     | ۲    | ۶۳     | ۶        | ۵۷+      | ۴۸     | نایب‌قهرمان           |
| ۳    | شهرداری سیرجان    | ۱۸   | ۱۳  | ۲     | ۳    | ۷۱     | ۱۶       | ۵۵+      | ۴۱     |                      |
| ۴    | سپاهان اصفهان     | ۱۸   | ۱۲  | ۲     | ۴    | ۷۱     | ۲۰       | ۵۱+      | ۳۸     |                      |
| ۵    | پالایش گاز ایلام  | ۱۸   | ۱۱  | ۲     | ۵    | ۳۹     | ۱۸       | ۲۱+      | ۳۵     |                      |
| ۶    | هیات فوتبال البرز | ۱۸   | ۸   | ۱     | ۹    | ۳۲     | ۳۰       | ۲+       | ۲۵     |                      |
| ۷    | ملوان بندر انزلی  | ۱۸   | ۶   | ۲     | ۱۰   | ۲۳     | ۴۴       | ۲۱−      | ۲۰     |                      |
| ۸    | ذوب‌آهن اصفهان     | ۱۸   | ۶   | ۰     | ۱۲   | ۱۸     | ۴۵       | ۲۷−      | ۱۸     |                      |
| ۹    | همیاری ارومیه     | ۱۸   | ۵   | ۱     | ۱۲   | ۱۲     | ۵۷       | ۴۵−      | ۱۶     |                      |
| ۱۰   | آذرخش زاگرس شیراز | ۱۸   | ۴   | ۱     | ۱۳   | ۱۱     | ۶۲       | ۵۱−      | ۱۳     |                      |
| ۱۱   | آویسا خوزستان (س) | ۱۸   | ۲   | ۱     | ۱۵   | ۱۸     | ۷۰       | ۵۲−      | ۷      | سقوط به لیگ دسته اول |
| ۱۲   | سینا بوشهر (س)    | ۱۸   | ۱   | ۰     | ۱۷   | ۱۱     | ۷۸       | ۶۷−      | ۳      | سقوط به لیگ دسته اول |

## قهرمان
| قهرمان لیگ برتر کوثر ۹۹–۱۳۹۸ |
| ---------------------------- |
| شهرداری بم                   |
| هفتمین عنوان                 |

## برترین‌های فصل
- زهرا خواجوی دروازه‌بان تیم ملی ایران و باشگاه وچان کردستان توانست در این دوره از مسابقات در ۱۰ بازی متوالی و برای ۹۵۳ دقیقه دروازه‌اش را بسته نگه دارد تا رکورد پیام نیازمند را بشکند و بهترین آمار محافظت از دروازه در تاریخ فوتبال ایران در بین زنان و مردان را در سن ۲۱ سالگی به نام خود ثبت کند.[۹]